# Леван I Дадіані
Леван I Дадіані (груз. ლევან I დადიანი; д/н — 1572) — мтаварі Мегрелії у 1533—1572 роках.

## Життєпис
Син Мамії III, еріставі Одіши, та Єлизавети. після загибелі батька 1533 року спадкував його володіння. Проте через послаблення Одіши імеретинський цар Баграт III визнав Левана I як мтаварі, а не еріставі. Проте сам Дадіані титулювався еріставт-еріставі (княземкнязів) та мандатурт-ухуцесі («верховний розпорядник»). Конфлікти з царем призвели до того, що у 1543 і 1545 роках Леван I не надав свої війська під час вторгнення до країни османської армії.
1546 року був запрошений на зустріч в Хоні, де схоплений за наказом Баграта III та запроторений до Гелатського монастиря . Цар планував розділити Мегрелію з родичем Левана I — Ростомом, мтаварі Гуріелі, але той відмовився й навпаки порадив звільнити Дадіані. Тоді мтаварі було оголошено старшого сина Левана I — Георгія. 
1550 року за підтримки Кайхосро II Джакелі, атабека Самцхе, Леван Дадіані втік з монастиря, а потім безперешкодно пройшов Гурію, відновивши владу в Мегрелії. До 1560 року вів запеклі війни проти племен джигеті.
Невдовзі за цим намагався створити союз Менгрелії і Гурії, закріпивши шлюбом свого сина Георгія і доньки Ростома. Проте конфлікти між цим подружжям та інтриги Вахтанга, брата імеретинського царя Баграта III завадили зміцненню союзу між Мегрелією і Гурією. Близько 1555 року визнав взерхність Османської імперії, тим самим зробивши залежність від царів Імереті номінальною.
1565 року новий імееретинський цар Георгій II замирився з Леваном I. Втім вже 1568 року останній підтримав претендента Хосро проти Георгія II. Поразка повстання призвела до наступу імеретинського царя проти Мегрелії. Супротивником Дадіані також виявився Георгій II, мтаварі Гурії. Доволі швидко Дадіані зазнав поразки й втік до Стамбула.
Підтвердив зверхність безпосередньо Османської імперії, отримавши від султана Селіма II війська, з якими поновився в Мегрелії. За цим змусив Георгія II. мтаварі гурії, визнати свою зверхність та сплатити 10 тис. дирхемів. За цим вони розділили землі таваді роду Чиладзе.
1572 року під час полювання впав з коня та зламав собі шию. Йому спадкував старший син Георгій III.

## Родина
Був одружений з Оленою та Маріх, але порядок укладання шлюбів за різними джерелами різниться. Його дітьми були:
- Георгій (д/н—1582), мтаварі Мегрелії
- Мамія (д/н—1590), мтаварі Мегрелії
- Манучар (д/н—1611), мтаварі Мегрелі
- донька, дружина Георгія II, мтаварі Гуріелі
- донька, дружина Баграта, сина Георгія II, царя Імереті